# Osmaniye, Hopa
Osmaniye là một xã thuộc huyện Hopa, tỉnh Artvin, Thổ Nhĩ Kỳ. Dân số thời điểm năm 2010 là 411 người.